# Caffelatte (programma televisivo)
Caffelatte è stato un programma televisivo italiano di genere contenitore di cartoni animati in onda in orario mattutino dal 21 marzo 1987 al 29 giugno 1990, per la prima stagione su Canale 5 prima di Buongiorno Italia e per le due successive su Italia 1.

## Il programma
A condurre il programma è l'uccello che si chiama Vitamina, una simpatica cornacchia maschio di colore azzurro con un ciuffo uguale a quello del pupazzo Uan di Bim bum bam, ma blu invece che viola, strutturata fisicamente come Uan e doppiata da Pietro Ubaldi. Già nel corso della prima stagione il programma si era trasformato in un semplice contenitore senza conduzione, e la sigla di apertura dell'anno precedente veniva usata anche in chiusura.
Tra i cartoni animati più trasmessi all'interno del programma ci furono i Puffi (la serie con John & Solfami), Chobin, il principe stellare, Bun Bun, Il mago di Oz e Lucy May. Durante le vacanze estive e quelle natalizie la trasmissione non andava in onda, lasciando spazio ai cartoni animati oppure ad altri programmi.
Nella stagione televisiva 1990–1991 il programma fu sostituito dal nuovo contenitore Ciao Ciao Mattina.
Fino al 2013, col nome Caffelatte, veniva indicata la fascia pubblicitaria del mattino di Italia 1 nei listini di Publitalia '80.

## La sigla
La sigla del programma è stata scritta da Alessandra Valeri Manera e Augusto Martelli e interpretata dalla cornacchia Vitamina (voce di Pietro Ubaldi) con la partecipazione dei Piccoli Cantori di Milano.